# Saison 1982 de la WTA
Vainqueurs des tournois majeurs

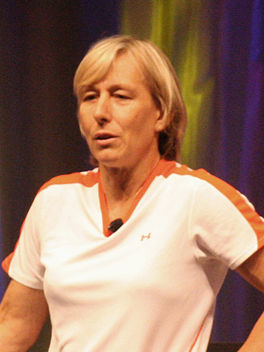
Martina Navrátilová, vainqueur du Grand Chelem 1982.

Résultats des tournois de tennis organisés par la Women's Tennis Association (WTA) en 1982.

## Organisation de la saison
Indépendamment des quatre tournois du Grand Chelem (organisés par la Fédération internationale de tennis), la saison 1982 de tennis féminin  de la WTA est, pour l'essentiel, scindée en deux circuits professionnels majeurs : 
- de janvier à mars : les Avon Series,
- d'avril à décembre : les Toyota Series.

Un certain nombre de tournois n'appartiennent à aucun de ces deux circuits (« non-Tour events »).

### Avon Series
Les tournois Avon Series se déroulent exclusivement aux États-Unis, à l'exception du Futures of Canada, et comptent deux sous-catégories de tournois : les Futures (dotés de 40 000 à 50 000 $) et les Championships (dotés de 100 000 à 200 000 $). 
Fin mars, les Masters voient s'affronter les huit joueuses ayant réalisé les meilleurs résultats de ces Avon Series.

### Toyota Series
Les tournois Toyota Series couvrent trente-trois événements au total : treize aux États-Unis; quatre en Grande-Bretagne; trois en Allemagne, au Japon et en Australie; deux en France et en Italie; un en Suisse, à Hong Kong et au Canada. Ils se répartissent en sept sous-catégories dont la dotation varie de 50 000 à 250 000 $. 
En décembre, une compétition dotée de 300 000 $, le Toyota Series Champ’s confronte les douze joueuses ayant réalisé les meilleurs résultats de ces Toyota Series.

## Faits marquants
Martina Navrátilová est la première joueuse de tennis à comptabiliser plus d'un million de dollars de gains sur une saison.
Elle réalise une saison éblouissante, emportant 16 des 19 tournois auxquels elle participe, dont Roland Garros et Wimbledon. Ces succès lui permettent de reprendre logiquement la place de numéro un mondiale. Mais ses trois uniques défaites de l'année sont concédées lors de grands rendez-vous que Navrátilová négocie mal. Elle échoue ainsi en finale des Masters contre Sylvia Hanika (celle-là même qui l'avait battue l'année précédente à Roland Garros), puis à la surprise générale contre sa partenaire de double Pam Shriver à l'US Open et en fin d'année face à son éternelle rivale Chris Evert à l'Open d'Australie. 
Même si elle perd un rang au classement mondial, Chris Evert réussit une fin de saison éclatante, en bénéficiant des revers de Navrátilová à l'US Open et en Australie. Au total, elle parvient à accrocher 10 titres à son palmarès.

## Palmarès

### Simple
| No | Date       | Nom et lieu du tournoi                           | Catégorie     | Dotation  | Surface         | Vainqueure           | Finaliste           | Score         |         |
| -- | ---------- | ------------------------------------------------ | ------------- | --------- | --------------- | -------------------- | ------------------- | ------------- | ------- |
| 1  | 04/01/1982 | Avon Futures of Fort Myers, Fort Myers           | Futures       | 40 000 $  | Dur (int.)      | Lee Duk-hee          | Yvonne Vermaak      | 6-0, 6-3      | Tableau |
| 2  | 04/01/1982 | Avon Championships of Washington, Washington     | Champ’s       | 200 000 $ | Moquette (int.) | Martina Navrátilová  | Anne Smith          | 6-2, 6-3      | Tableau |
| 3  | 11/01/1982 | Avon Futures of Hampton Roads, Newport News      | Futures       | 40 000 $  | Moquette (int.) | Helena Suková        | Pat Medrado         | 6-2, 6-7, 6-0 | Tableau |
| 4  | 11/01/1982 | Avon Championships of Cincinnati, Cincinnati     | Champ’s       | 150 000 $ | Moquette (int.) | Barbara Potter       | Bettina Bunge       | 6-4, 7-6      | Tableau |
| 5  | 18/01/1982 | Avon Futures of Canada, Montréal                 | Futures       | 40 000 $  | Dur (int.)      | Glynis Coles         | Leigh-Anne Thompson | 6-4, 6-4      | Tableau |
| 6  | 18/01/1982 | Avon Championships of Seattle, Seattle           | Champ’s       | 150 000 $ | Moquette (int.) | Martina Navrátilová  | Andrea Jaeger       | 6-2, 6-0      | Tableau |
| 7  | 25/01/1982 | Avon Futures of Western Pennsylvania, Pittsburgh | Futures       | 40 000 $  | Moquette (int.) | Claudia Kohde-Kilsch | Eva Pfaff           | 6-4, 6-0      | Tableau |
| 8  | 25/01/1982 | Avon Championships of Chicago, Chicago           | Champ’s       | 150 000 $ | Moquette (int.) | Martina Navrátilová  | Wendy Turnbull      | 6-4, 6-1      | Tableau |
| 9  | 01/02/1982 | Avon Futures of Utah, Ogden                      | Futures       | 40 000 $  | Dur (int.)      | Pat Medrado          | Iva Budařová        | 6-2, 7-6      | Tableau |
| 10 | 01/02/1982 | Avon Championships of Detroit, Détroit           | Champ’s       | 150 000 $ | Moquette (int.) | Andrea Jaeger        | Mima Jaušovec       | 2-6, 6-4, 6-2 | Tableau |
| 11 | 08/02/1982 | Avon Futures of California, Bakersfield          | Futures       | 40 000 $  | Dur (ext.)      | Sabina Simmonds      | Lea Antonoplis      | 6-2, 6-1      | Tableau |
| 12 | 08/02/1982 | Avon Championships of Kansas, Kansas City        | Champ’s       | 100 000 $ | Moquette (int.) | Martina Navrátilová  | Barbara Potter      | 6-2, 6-2      | Tableau |
| 13 | 15/02/1982 | Avon Futures of Tennessee, Nashville             | Futures       | 40 000 $  | Moquette (int.) | Eva Pfaff            | Leigh-Anne Thompson | 6-3, 7-5      | Tableau |
| 14 | 15/02/1982 | Avon Championships of Houston, Houston           | Champ’s       | 100 000 $ | Moquette (int.) | Bettina Bunge        | Pam Shriver         | 6-2, 3-6, 6-2 | Tableau |
| 15 | 22/02/1982 | Avon Futures of Carolina, Greenville             | Futures       | 40 000 $  | Dur (int.)      | Cláudia Monteiro     | Jo Durie            | 6-4, 3-6, 6-4 | Tableau |
| 16 | 22/02/1982 | Avon Championships of California, Oakland        | Champ’s       | 150 000 $ | Moquette (int.) | Andrea Jaeger        | Chris Evert         | 7-6, 6-4      | Tableau |
| 17 | 01/03/1982 | Avon Futures of Central Pennsylvania, Hershey    | Futures       | 40 000 $  | Dur (int.)      | Andrea Temesvári     | Catherine Tanvier   | 6-4, 6-2      | Tableau |
| 18 | 01/03/1982 | Avon Championships of Los Angeles, Los Angeles   | Champ’s       | 150 000 $ | Moquette (int.) | Mima Jaušovec        | Sylvia Hanika       | 6-2, 7-6      | Tableau |
| 19 | 08/03/1982 | Avon Championships of Dallas, Dallas             | Champ’s       | 200 000 $ | Moquette (int.) | Martina Navrátilová  | Mima Jaušovec       | 6-3, 6-2      | Tableau |
| 20 | 15/03/1982 | Avon Futures Championships, Austin               | Futures       | 50 000 $  | Moquette (int.) | Claudia Kohde-Kilsch | Helena Suková       | 7-6, 0-6, 6-3 | Tableau |
| 21 | 15/03/1982 | Avon Championships of Boston, Boston             | Champ’s       | 150 000 $ | Moquette (int.) | Kathy Jordan         | Wendy Turnbull      | 7-5, 1-6, 6-4 | Tableau |
| 22 | 22/03/1982 | Avon Circuit Championships, New York             | Masters       | 300 000 $ | Moquette (int.) | Sylvia Hanika        | Martina Navrátilová | 1-6, 6-3, 6-4 | Tableau |
| 23 | 03/04/1982 | Citizen Cup, Palm Beach Gardens                  | Exhibition    | 200 000 $ | Terre (ext.)    | Chris Evert          | Andrea Jaeger       | 6-1, 7-5      | Tableau |
| 24 | 05/04/1982 | Family Circle Cup, Hilton Head                   | Series 7      | 200 000 $ | Terre (ext.)    | Martina Navrátilová  | Andrea Jaeger       | 6-4, 6-2      | Tableau |
| 25 | 19/04/1982 | Murjani WTA Championships, Amelia Island         | Series 7      | 250 000 $ | Terre (ext.)    | Chris Evert          | Andrea Jaeger       | 6-3, 6-1      | Tableau |
| 26 | 26/04/1982 | United Airlines Tournament, Orlando              | Series 7      | 200 000 $ | Terre (ext.)    | Martina Navrátilová  | Wendy Turnbull      | 6-2, 7-5      | Tableau |
| 27 | 26/04/1982 | Torneo Citta di Arzachena, Sardaigne             | Series 1      | 50 000 $  | Terre (ext.)    | Elizabeth Sayers     | Dana Gilbert        | 6-3, 7-6      |         |
| 28 | 03/05/1982 | Italian Open, Pérouse                            | Series 3      | 100 000 $ | Terre (ext.)    | Chris Evert          | Hana Mandlíková     | 6-0, 6-2      | Tableau |
| 29 | 10/05/1982 | Toyota Swiss Open, Lugano                        | Series 3      | 100 000 $ | Terre (ext.)    | Chris Evert          | Andrea Temesvári    | 6-0, 6-3      | Tableau |
| 30 | 17/05/1982 | German Open, Berlin                              | Series 3      | 100 000 $ | Terre (ext.)    | Bettina Bunge        | Kathy Rinaldi       | 6-2, 6-2      | Tableau |
| 31 | 24/05/1982 | Roland-Garros, Paris                             | G. Chelem     | 367 500 $ | Terre (ext.)    | Martina Navrátilová  | Andrea Jaeger       | 7-66, 6-1     | Tableau |
| 32 | 07/06/1982 | Edgbaston Cup, Birmingham                        | Series 3      | 100 000 $ | Gazon (ext.)    | Billie Jean King     | Rosalyn Fairbank    | 6-2, 6-1      | Tableau |
| 33 | 14/06/1982 | BMW Championships, Eastbourne                    | Series 5      | 150 000 $ | Gazon (ext.)    | Martina Navrátilová  | Hana Mandlíková     | 6-4, 6-3      | Tableau |
| 34 | 21/06/1982 | The Championships, Wimbledon                     | G. Chelem     | 350 000 $ | Gazon (ext.)    | Martina Navrátilová  | Chris Evert         | 6-1, 3-6, 6-2 | Tableau |
| 35 | 05/07/1982 | Casino Cup, Hambourg                             | Series 1      | 50 000 $  | Terre (ext.)    | Lisa Bonder          | Renáta Tomanová     | 6-3, 6-2      | Tableau |
| 36 | 12/07/1982 | Kim Cup, Monte-Carlo                             | Series 3      | 100 000 $ | Terre (ext.)    | Virginia Ruzici      | Bonnie Gadusek      | 6-2, 7-6      | Tableau |
| 37 | 19/07/1982 | Sparkassen Austrian Cup, Kitzbühel               | Series 1      | 50 000 $  | Terre (ext.)    | Virginia Ruzici      | Lea Plchová         | 6-2, 6-2      | Tableau |
| 38 | 26/07/1982 | Wells Fargo Open, San Diego                      | Series 4      | 125 000 $ | Dur (ext.)      | Tracy Austin         | Kathy Rinaldi       | 7-6, 6-3      | Tableau |
| 39 | 02/08/1982 | US Clay Court Championships, Indianapolis        | Series 5      | 150 000 $ | Terre (ext.)    | Virginia Ruzici      | Helena Suková       | 6-2, 6-0      | Tableau |
| 40 | 09/08/1982 | Toyota Classic, Atlanta                          | Series 3      | 100 000 $ | Dur (ext.)      | Chris Evert          | Susan Mascarin      | 6-3, 6-1      | Tableau |
| 41 | 16/08/1982 | John Player’s Canadian Open, Montréal            | Series 7      | 200 000 $ | Dur (ext.)      | Martina Navrátilová  | Andrea Jaeger       | 6-3, 7-5      | Tableau |
| 42 | 23/08/1982 | Volvo Tennis Cup, Mahwah                         | Series 3      | 100 000 $ | Dur (ext.)      | Leigh-Anne Thompson  | Bettina Bunge       | 7-6, 6-3      | Tableau |
| 43 | 30/08/1982 | US Open, Flushing Meadows                        | G. Chelem     | 632 000 $ | Dur (ext.)      | Chris Evert          | Hana Mandlíková     | 6-3, 6-1      | Tableau |
| 44 | 13/09/1982 | TV Open, Tokyo                                   | Series 6      | 150 000 $ | Dur (ext.)      | Bettina Bunge        | Barbara Potter      | 7-6, 6-2      | Tableau |
| 45 | 27/09/1982 | US Indoors, Philadelphie                         | Series 4      | 125 000 $ | Moquette (int.) | Barbara Potter       | Pam Shriver         | 6-4, 6-2      | Tableau |
| 46 | 04/10/1982 | Maybelline Classic, Deerfield Beach              | Series 4      | 125 000 $ | Dur (ext.)      | Chris Evert          | Andrea Jaeger       | 6-1, 6-1      | Tableau |
| 47 | 11/10/1982 | Florida Federal Open, Tampa                      | Series 4      | 125 000 $ | Dur (ext.)      | Chris Evert          | Andrea Jaeger       | 3-6, 6-1, 6-4 | Tableau |
| 48 | 11/10/1982 | Borden Classic, Tokyo                            | Series 2      | 75 000 $  | Terre (ext.)    | Lisa Bonder          | Shelley Solomon     | 2-6, 6-0, 6-3 | Tableau |
| 49 | 18/10/1982 | Porsche Grand Prix, Filderstadt                  | Series 4      | 150 000 $ | Dur (int.)      | Martina Navrátilová  | Tracy Austin        | 6-3, 6-3      | Tableau |
| 50 | 18/10/1982 | Japan Open, Tokyo                                | Series 2      | 50 000 $  | Dur (ext.)      | Laura Arraya         | Pilar Vásquez       | 3-6, 6-4, 6-0 | Tableau |
| 51 | 25/10/1982 | Daihatsu Challenge, Brighton                     | Series 5      | 150 000 $ | Moquette (int.) | Martina Navrátilová  | Chris Evert         | 6-1, 6-4      | Tableau |
| 52 | 01/11/1982 | Seiko Classic, Hong Kong                         | Series 2      | 50 000 $  | Terre (ext.)    | Catrin Jexell        | Alycia Moulton      | 6-3, 7-5      | Tableau |
| 53 | 15/11/1982 | National Panasonic Open, Brisbane                | Series 4      | 125 000 $ | Gazon (ext.)    | Wendy Turnbull       | Pam Shriver         | 6-3, 6-1      | Tableau |
| 54 | 15/11/1982 | Lion’s Cup, Tokyo                                | Exhibition    | NC        | Moquette (int.) | Chris Evert          | Andrea Jaeger       | 6-3, 6-2      | Tableau |
| 55 | 22/11/1982 | Building Society NSW Open, Sydney                | Series 4      | 125 000 $ | Gazon (ext.)    | Martina Navrátilová  | Evonne Goolagong    | 6-0, 3-6, 6-1 | Tableau |
| 56 | 02/12/1982 | Marlboro Australian Open, Melbourne              | G. Chelem     | 350 000 $ | Gazon (ext.)    | Chris Evert          | Martina Navrátilová | 6-3, 2-6, 6-3 | Tableau |
| 57 | 06/12/1982 | Central Fidelity Bank International, Richmond    | Series 4      | 125 000 $ | Moquette (int.) | Wendy Turnbull       | Tracy Austin        | 6-7, 6-4, 6-2 | Tableau |
| 58 | 13/12/1982 | Toyota Series Championships, East Rutherford     | Toyota Series | 300 000 $ | Dur (int.)      | Martina Navrátilová  | Chris Evert         | 4-6, 6-1, 6-2 | Tableau |

### Double
| No | Date       | Nom et lieu du tournoi                          | Catégorie     | Dotation  | Surface         | Vainqueures                            | Finalistes                         | Score         |         |
| -- | ---------- | ----------------------------------------------- | ------------- | --------- | --------------- | -------------------------------------- | ---------------------------------- | ------------- | ------- |
| 1  | 04/01/1982 | Avon Futures of Fort Myers Fort Myers           | Futures       | 40 000 $  | Dur (int.)      | Marjorie Blackwood Susan Leo           | Pat Medrado Cláudia Monteiro       | 2-6, 6-1, 6-2 | Tableau |
| 2  | 04/01/1982 | Avon Championships of Washington Washington     | Champ’s       | 200 000 $ | Moquette (int.) | Kathy Jordan Anne Smith                | Martina Navrátilová Pam Shriver    | 6-2, 3-6, 6-1 | Tableau |
| 3  | 11/01/1982 | Avon Futures of Hampton Roads Newport News      | Futures       | 40 000 $  | Moquette (int.) | Marcella Mesker Carol Lynn Baily       | Lucia Romanov Corinne Vanier       | 6-2, 6-1      | Tableau |
| 4  | 11/01/1982 | Avon Championships of Cincinnati Cincinnati     | Champ’s       | 150 000 $ | Moquette (int.) | Sue Barker Ann Kiyomura                | Pam Shriver Anne Smith             | 6-2, 7-6      | Tableau |
| 5  | 18/01/1982 | Avon Futures of Canada Montréal                 | Futures       | 40 000 $  | Dur (int.)      | Marjorie Blackwood Susan Leo           | Diane Desfor Barbara Jordan        | 6-2, 6-4      | Tableau |
| 6  | 18/01/1982 | Avon Championships of Seattle Seattle           | Champ’s       | 150 000 $ | Moquette (int.) | Rosie Casals Wendy Turnbull            | Kathy Jordan Anne Smith            | 7-5, 6-4      | Tableau |
| 7  | 25/01/1982 | Avon Futures of Western Pennsylvania Pittsburgh | Futures       | 40 000 $  | Moquette (int.) | Marjorie Blackwood Susan Leo           | Brenda Remilton Sue Saliba         | 6-0, 6-3      | Tableau |
| 8  | 25/01/1982 | Avon Championships of Chicago Chicago           | Champ’s       | 150 000 $ | Moquette (int.) | Martina Navrátilová Pam Shriver        | Rosie Casals Wendy Turnbull        | 7-5, 6-4      | Tableau |
| 9  | 01/02/1982 | Avon Futures of Utah Ogden                      | Futures       | 40 000 $  | Dur (int.)      | Catherine Tanvier Iva Budařová         | Yvona Brzáková Marcela Skuherská   | 6-3, 6-2      | Tableau |
| 10 | 01/02/1982 | Avon Championships of Detroit Détroit           | Champ’s       | 150 000 $ | Moquette (int.) | Leslie Allen Mima Jaušovec             | Rosie Casals Wendy Turnbull        | 6-4, 6-0      | Tableau |
| 11 | 08/02/1982 | Avon Futures of California Bakersfield          | Futures       | 40 000 $  | Dur (ext.)      | Cláudia Monteiro Catherine Tanvier     | Diane Desfor Barbara Hallquist     | 7-6, 2-6, 6-3 | Tableau |
| 12 | 08/02/1982 | Avon Championships of Kansas Kansas City        | Champ’s       | 100 000 $ | Moquette (int.) | Barbara Potter Sharon Walsh            | Mary Lou Piatek Anne Smith         | 4-6, 6-2, 6-2 | Tableau |
| 13 | 15/02/1982 | Avon Futures of Tennessee Nashville             | Futures       | 40 000 $  | Moquette (int.) | Chris O'Neil Mimi Wikstedt             | Sheila McInerney Jane Preyer       | 6-4, 7-63     | Tableau |
| 14 | 15/02/1982 | Avon Championships of Houston Houston           | Champ’s       | 100 000 $ | Moquette (int.) | Kathy Jordan Pam Shriver               | Sue Barker Sharon Walsh            | 7-6, 6-2      | Tableau |
| 15 | 22/02/1982 | Avon Futures of Carolina Greenville             | Futures       | 40 000 $  | Dur (int.)      | Chris O'Neil Mimi Wikstedt             | Shannon Gordon Kim Steinmetz       | 3-6, 6-3, 6-4 | Tableau |
| 16 | 22/02/1982 | Avon Championships of California Oakland        | Champ’s       | 150 000 $ | Moquette (int.) | Barbara Potter Sharon Walsh            | Kathy Jordan Pam Shriver           | 6-1, 3-6, 7-6 | Tableau |
| 17 | 01/03/1982 | Avon Futures of Central Pennsylvania Hershey    | Futures       | 40 000 $  | Dur (int.)      | Anne Hobbs Susan Leo                   | Barbara Hallquist Nancy Yeargin    | 6-2, 6-0      | Tableau |
| 18 | 01/03/1982 | Avon Championships of Los Angeles Los Angeles   | Champ’s       | 150 000 $ | Moquette (int.) | Kathy Jordan Anne Smith                | Barbara Potter Sharon Walsh        | 6-3, 7-5      | Tableau |
| 19 | 08/03/1982 | Avon Championships of Dallas Dallas             | Champ’s       | 200 000 $ | Moquette (int.) | Martina Navrátilová Pam Shriver        | Billie Jean King Ilana Kloss       | 6-4, 6-4      | Tableau |
| 20 | 15/03/1982 | Avon Futures Championships Austin               | Futures       | 50 000 $  | Moquette (int.) | Pat Medrado Cláudia Monteiro           | Jan Lehane Mimi Wikstedt           | 6-0, 6-1      | Tableau |
| 21 | 15/03/1982 | Avon Championships of Boston Boston             | Champ’s       | 150 000 $ | Moquette (int.) | Kathy Jordan Anne Smith                | Rosie Casals Wendy Turnbull        | 7-6, 2-6, 6-4 | Tableau |
| 22 | 22/03/1982 | Avon Circuit Championships New York             | Masters       | 300 000 $ | Moquette (int.) | Martina Navrátilová Pam Shriver        | Kathy Jordan Anne Smith            | 6-4, 6-3      | Tableau |
| 23 | 03/04/1982 | Citizen Cup Palm Beach Gardens                  | Exhibition    | 200 000 $ | Terre (ext.)    | Rosie Casals Wendy Turnbull            | Evonne Goolagong Betty Stöve       | 6-1, 7-6      | Tableau |
| 24 | 05/04/1982 | Family Circle Cup Hilton Head                   | Series 7      | 200 000 $ | Terre (ext.)    | Martina Navrátilová Pam Shriver        | Joanne Russell Virginia Ruzici     | 6-1, 6-2      | Tableau |
| 25 | 15/04/1982 | Bridgestone Doubles Fort Worth                  | Series 5      | 150 000 $ | Moquette (int.) | Martina Navrátilová Pam Shriver        | Kathy Jordan Anne Smith            | 7-5, 6-3      | Tableau |
| 26 | 19/04/1982 | Murjani WTA Championships Amelia Island         | Series 7      | 250 000 $ | Terre (ext.)    | Leslie Allen Mima Jaušovec             | Barbara Potter Sharon Walsh        | 6-1, 7-5      | Tableau |
| 27 | 26/04/1982 | United Airlines Tournament Orlando              | Series 7      | 200 000 $ | Terre (ext.)    | Rosie Casals Wendy Turnbull            | Kathy Jordan Anne Smith            | 6-3, 6-3      | Tableau |
| 28 | 26/04/1982 | Torneo Citta di Arzachena Sardaigne             | Series 1      | 50 000 $  | Terre (ext.)    | Debbie Jevans Elizabeth Jones          | Catrin Jexell Susana Villaverde    | 7-6, 6-2      |         |
| 29 | 03/05/1982 | Italian Open Pérouse                            | Series 3      | 100 000 $ | Terre (ext.)    | Kathleen Horvath Yvonne Vermaak        | Billie Jean King Ilana Kloss       | 2-6, 6-4, 7-6 | Tableau |
| 30 | 10/05/1982 | Toyota Swiss Open Lugano                        | Series 3      | 100 000 $ | Terre (ext.)    | Candy Reynolds Paula Smith             | Joanne Russell Virginia Ruzici     | 6-2, 6-4      | Tableau |
| 31 | 17/05/1982 | German Open Berlin                              | Series 3      | 100 000 $ | Terre (ext.)    | Liz Gordon Beverly Mould               | Bettina Bunge Claudia Kohde-Kilsch | 6-3, 6-4      | Tableau |
| 32 | 24/05/1982 | Roland-Garros Paris                             | G. Chelem     | 367 500 $ | Terre (ext.)    | Martina Navrátilová Anne Smith         | Rosie Casals Wendy Turnbull        | 6-3, 6-4      | Tableau |
| 33 | 07/06/1982 | Edgbaston Cup Birmingham                        | Series 3      | 100 000 $ | Gazon (ext.)    | Jo Durie Anne Hobbs                    | Rosie Casals Wendy Turnbull        | 6-3, 6-2      | Tableau |
| 34 | 14/06/1982 | BMW Championships Eastbourne                    | Series 5      | 150 000 $ | Gazon (ext.)    | Martina Navrátilová Pam Shriver        | Kathy Jordan Anne Smith            | 6-3, 6-4      | Tableau |
| 35 | 21/06/1982 | The Championships Wimbledon                     | G. Chelem     | 350 000 $ | Gazon (ext.)    | Martina Navrátilová Pam Shriver        | Kathy Jordan Anne Smith            | 6-4, 6-1      | Tableau |
| 36 | 05/07/1982 | Casino Cup Hambourg                             | Series 1      | 50 000 $  | Terre (ext.)    | Elizabeth Ekblom Lena Sandin           | Pat Medrado Cláudia Monteiro       | 7-6, 6-3      | Tableau |
| 37 | 12/07/1982 | Kim Cup Monte-Carlo                             | Series 3      | 100 000 $ | Terre (ext.)    | Virginia Ruzici Catherine Tanvier      | Pat Medrado Cláudia Monteiro       | 7-6, 6-2      | Tableau |
| 38 | 19/07/1982 | Sparkassen Austrian Cup Kitzbühel               | Series 1      | 50 000 $  | Terre (ext.)    | Yvona Brzáková Kateřina Skronská       | Jill Patterson Courtney Lord       | 6-1, 7-5      | Tableau |
| 39 | 26/07/1982 | Wells Fargo Open San Diego                      | Series 4      | 125 000 $ | Dur (ext.)      | Kathy Jordan Paula Smith               | Pat Medrado Cláudia Monteiro       | 6-3, 5-7, 7-6 | Tableau |
| 40 | 02/08/1982 | US Clay Court Championships Indianapolis        | Series 5      | 150 000 $ | Terre (ext.)    | Ivanna Madruga-Osses Catherine Tanvier | Joanne Russell Virginia Ruzici     | 7-5, 7-6      | Tableau |
| 41 | 09/08/1982 | Toyota Classic Atlanta                          | Series 3      | 100 000 $ | Dur (ext.)      | Kathy Jordan Betsy Nagelsen            | Chris Evert Billie Jean King       | 4-6, 7-6, 7-6 | Tableau |
| 42 | 16/08/1982 | John Player’s Canadian Open Montréal            | Series 7      | 200 000 $ | Dur (ext.)      | Martina Navrátilová Candy Reynolds     | Barbara Potter Sharon Walsh        | 6-4, 6-4      | Tableau |
| 43 | 23/08/1982 | Volvo Tennis Cup Mahwah                         | Series 3      | 100 000 $ | Dur (ext.)      | Barbara Potter Sharon Walsh            | Rosie Casals Wendy Turnbull        | 6-1, 6-4      | Tableau |
| 44 | 30/08/1982 | US Open Flushing Meadows                        | G. Chelem     | 632 000 $ | Dur (ext.)      | Rosie Casals Wendy Turnbull            | Barbara Potter Sharon Walsh        | 6-4, 6-4      | Tableau |
| 45 | 27/09/1982 | US Indoors Philadelphie                         | Series 4      | 125 000 $ | Moquette (int.) | Rosie Casals Wendy Turnbull            | Barbara Potter Sharon Walsh        | 3-6, 7-6, 6-4 | Tableau |
| 46 | 04/10/1982 | Maybelline Classic Deerfield Beach              | Series 4      | 125 000 $ | Dur (ext.)      | Barbara Potter Sharon Walsh            | Rosie Casals Wendy Turnbull        | 7-6, 7-6      | Tableau |
| 47 | 11/10/1982 | Florida Federal Open Tampa                      | Series 4      | 125 000 $ | Dur (ext.)      | Ann Kiyomura Paula Smith               | Mary Lou Piatek Wendy White        | 6-2, 6-4      | Tableau |
| 48 | 11/10/1982 | Borden Classic Tokyo                            | Series 2      | 75 000 $  | Terre (ext.)    | Naoko Sato Brenda Remilton             | Laura duPont Barbara Jordan        | 2-6, 6-3, 6-3 | Tableau |
| 49 | 18/10/1982 | Porsche Grand Prix Filderstadt                  | Series 4      | 150 000 $ | Dur (int.)      | Martina Navrátilová Pam Shriver        | Candy Reynolds Anne Smith          | 6-2, 6-3      | Tableau |
| 50 | 18/10/1982 | Japan Open Tokyo                                | Series 2      | 50 000 $  | Dur (ext.)      | Laura duPont Barbara Jordan            | Naoko Sato Brenda Remilton         | 6-2, 6-7, 6-1 | Tableau |
| 51 | 25/10/1982 | Daihatsu Challenge Brighton                     | Series 5      | 150 000 $ | Moquette (int.) | Martina Navrátilová Pam Shriver        | Barbara Potter Sharon Walsh        | 2-6, 7-5, 6-4 | Tableau |
| 52 | 01/11/1982 | Seiko Classic Hong Kong                         | Series 2      | 50 000 $  | Terre (ext.)    | Laura duPont Alycia Moulton            | Jennifer Mundel Yvonne Vermaak     | 6-2, 4-6, 7-5 | Tableau |
| 53 | 15/11/1982 | National Panasonic Open Brisbane                | Series 4      | 125 000 $ | Gazon (ext.)    | Billie Jean King Anne Smith            | Claudia Kohde-Kilsch Eva Pfaff     | 6-3, 6-4      | Tableau |
| 54 | 22/11/1982 | Building Society NSW Open Sydney                | Series 4      | 125 000 $ | Gazon (ext.)    | Martina Navrátilová Pam Shriver        | Claudia Kohde-Kilsch Eva Pfaff     | 6-2, 2-6, 7-6 | Tableau |
| 55 | 02/12/1982 | Marlboro Australian Open Melbourne              | G. Chelem     | 350 000 $ | Gazon (ext.)    | Martina Navrátilová Pam Shriver        | Claudia Kohde-Kilsch Eva Pfaff     | 6-4, 6-2      | Tableau |
| 56 | 06/12/1982 | Central Fidelity Bank International Richmond    | Series 4      | 125 000 $ | Moquette (int.) | Rosie Casals Candy Reynolds            | Joanne Russell Virginia Ruzici     | 6-3, 6-4      | Tableau |
| 57 | 13/12/1982 | Toyota Series Championships East Rutherford     | Toyota Series | 300 000 $ | Dur (int.)      | Martina Navrátilová Pam Shriver        | Candy Reynolds Paula Smith         | 6-4, 7-5      | Tableau |

### Double mixte
| No | Date       | Nom et lieu du tournoi      | Catégorie | Dotation  | Surface      | Vainqueures               | Finalistes                    | Score         |         |
| -- | ---------- | --------------------------- | --------- | --------- | ------------ | ------------------------- | ----------------------------- | ------------- | ------- |
| 1  | 24/05/1982 | Roland-Garros Paris         | G. Chelem | 367 500 $ | Terre (ext.) | Wendy Turnbull John Lloyd | Cláudia Monteiro Cássio Motta | 6-2, 7-610    | Tableau |
| 2  | 21/06/1982 | The Championships Wimbledon | G. Chelem | 350 000 $ | Gazon (ext.) | Anne Smith Kevin Curren   | Wendy Turnbull John Lloyd     | 2-6, 6-3, 7-5 | Tableau |
| 3  | 30/08/1982 | US Open Flushing Meadows    | G. Chelem | 632 000 $ | Dur (ext.)   | Anne Smith Kevin Curren   | Barbara Potter Ferdi Taygan   | 6-7, 7-6, 7-6 | Tableau |

## Classements de fin de saison
| Rang | Joueuse             |
| ---- | ------------------- |
| 1    | Martina Navrátilová |
| 2    | Chris Evert         |
| 3    | Andrea Jaeger       |
| 4    | Tracy Austin        |
| 5    | Wendy Turnbull      |
| 6    | Pam Shriver         |
| 7    | Hana Mandlíková     |
| 8    | Barbara Potter      |
| 9    | Bettina Bunge       |
| 10   | Sylvia Hanika       |

## Coupe de la Fédération
| Date     | Lieu                        | Surf.      | Vainqueur                       | Finaliste                     | Score |         |
| 19/07/82 | Santa Clara, Decathlon Club | Dur (ext.) | Martina Navrátilová Chris Evert | C. Kohde-Kilsch Bettina Bunge | 3-0   | Tableau |

## Wightman Cup
Épreuve conjointement organisée par l'United States Tennis Association et la Lawn Tennis Association.
| Date | Lieu                       | Vainqueur  | Perdant     | Score |
| 1982 | Royal Albert Hall, Londres | États-Unis | Royaume-Uni | 6-1   |

## Sources
- (en) WTA Tour : site officiel
- (en) [PDF] WTA Tour : palmarès complet 1971-2011
- (en) Tennis forum